# Escut de Martorelles
L'escut oficial de Martorelles té el següent blasonament:
Escut caironat: d'argent, un ram de murtra de sinople fruitat d'atzur posat en pal; el peu d'or, quatre pals de gules. Per timbre, una corona mural de vila.

## Història
L'escut originari va ser aprovat l'1 d'octubre del 1993 i publicat al DOGC l'11 del mateix mes al número 1807. Posteriorment, el 19 de juliol del 2021 el Ple de l'Ajuntament va iniciar l'expedient de modificació de l'escut per afegir-hi el senyal dels quatre pals, ja que segons consta en la documentació conservada a l'Arxiu Municipal, Martorelles va ser una vila de jurisdicció reial. Un cop aprovada la modificació de l'escut i sotmesa a informació pública, l'Ajuntament va remetre l'expedient a la Generalitat per tal que fos modificat oficialment. El nou escut va ser aprovat el 15 de març del 2022 i publicat al DOGC el 21 del mateix mes al número 8630.

L'anterior escut oficial
entre l'octubre del 1993 i el març del 2022

La branca de murta de l'escut és un senyal tradicional i parlant que fa referència al nom de la vila. Quan va ser aprovat originàriament, l'escut, d'argent, constava tan sols del senyal de la branca de murtra. Amb la modificació posterior, la branca es va simplificar i al peu s'hi va afegir el senyal reial dels Quatre Pals, en record del passat de la localitat com a vila reial.